# 塔吉爾河

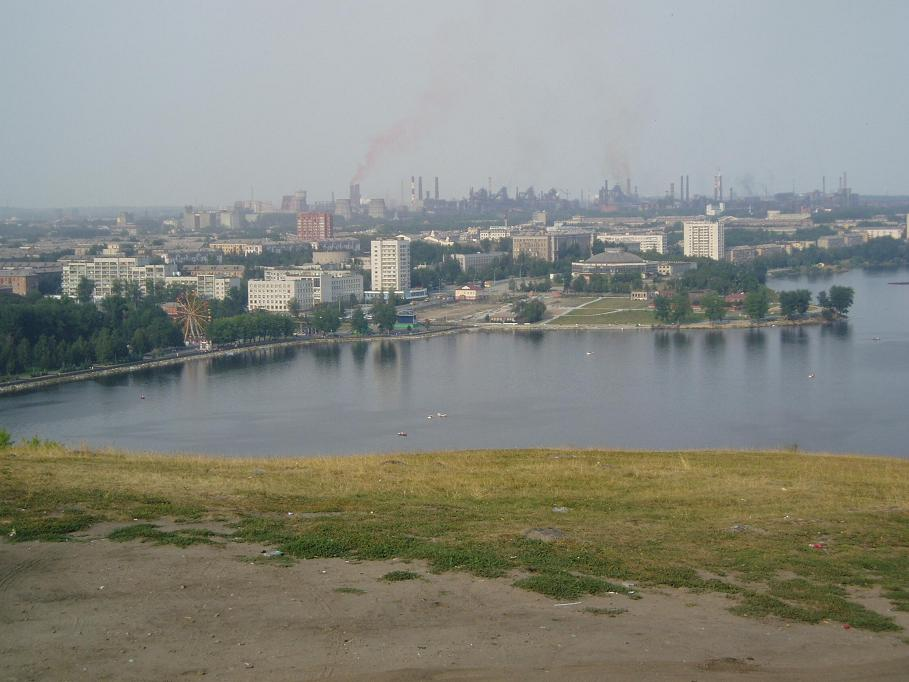
塔吉爾河

塔吉爾河是俄羅斯的河流，位於斯維爾德洛夫斯克州內，屬於圖拉河的右支流，發源自新烏拉爾斯克以西7公里的烏拉爾山脈東麓，朝北流向下塔吉爾後轉往東北方向注入圖拉河，河道全長414公里，流域面積10,100平方公里，河水主要來自融雪，在每年11月上旬開始結冰，直至翌年4月下旬，主要支流有薩爾達河，河畔城鎮有上塔吉爾和下塔吉爾。

## 外部連結
- Information and entertainment portal of Nizhny Tagil （页面存档备份，存于） （俄文）

58°31′47″N 62°28′38″E / 58.52972°N 62.47722°E